# Шелестовское сельское поселение
Шелестовское се́льское поселе́ние — сельское поселение в Октябрьском районе Волгоградской области Российской Федерации.
Административный центр — село Шелестово.

## Население
| 2010  | 2012  | 2013  | 2014  | 2015  | 2016  | 2017  |
| ----- | ----- | ----- | ----- | ----- | ----- | ----- |
| 1154  | ↘1140 | ↘1111 | ↘1097 | ↘1095 | ↗1117 | ↘1109 |
| 2018  | 2019  | 2020  | 2021  |       |       |       |
| ↘1083 | ↗1095 | ↘1070 | ↘1064 |       |       |       |

## Состав сельского поселения
| № | Населённый пункт | Тип населённого пункта       | Население |
| - | ---------------- | ---------------------------- | --------- |
| 1 | Водино           | село                         | ↘147      |
| 2 | Гончаровка       | село                         | 246       |
| 3 | Шелестово        | село, административный центр | 910       |